# Siemomysł
Siemomysł (n. ? - d. cca. 950–960) a fost al treilea duce păgân al Poloniei din dinastia Piast. Este tatăl conducătorului Mieszko I, care a fost o persoană istorică. Este menționat de Gallus Anonymous în scrierea sa Gesta principum Polonorum. A fost fiul lui Lestek, al doilea duce al Poloniei. Potrivit informațiilor oferite de Gallus, Siemomysł ar fi lăsat fiului său Mieszko I ținuturile triburilor Polanii, Goplanii și Mazowszanii, ținuturi pe care Mieszko I le-a extins în continuare în timpul domniei sale.
Numele său în limba germană era Ziemomysl. . Potrivit lui Henryk Łowmiański el a ajutat triburile Wkrzanie (Ukrani) în revolta împotriva germanilor din 954 AD. 

## Copii
- Mieszko I
- Czcibor (decedat după 972)
- fiu necunoscut (decedat în 963)